# Пашков, Геннадий Петрович
Геннадий Петрович Пашков (бел. Генадзь Пятровіч Пашкоў; род. 23 марта 1948) — советский и белорусский поэт, переводчик, публицист, журналист. Лауреат премии Ленинского комсомола Белорусской ССР (1980). Лауреат Государственной премии Республики Беларусь имени Янки Купалы (1998). Заслуженный деятель культуры Республики Беларусь (2013). Член-корреспондент Международной Славянской Академии наук, образования, искусств и культуры (1996). Член Союза писателей СССР (1977).

## Биография
Родился 23 марта 1948 года в семье служащих в д. Липовичи Чашникского района Витебской области Белорусской ССР. Детство прошло в Сморгонском районе Гродненской области.
В 1971 году окончил факультет журналистики Белорусского государственного университета имени В. И. Ленина.
Работал редактором литературно-драматических передач для детей и юношества на Белорусском радио (1971—1972). С 1972 года в литературном журнале «Полымя» — заведующий редакцией, затем — ответственный секретарь, с 1979 года — заместитель главного редактора. С 1989 года — консультант гуманитарного отдела в аппарате ЦК КПБ, работал заместителем главного редактора журнала «Тэатральная Беларусь», редактировал «Цэнтральную газету». В 1996—2008 годы — главный редактор республиканского унитарного предприятия Издательство «Белорусская Энциклопедия имени Петруся Бровки». С 2008 года — первый секретарь Союза писателей Беларуси.

## Творчество
Первые публикации появились ещё в школьные годы в сморгонской районной газете «Светлы шлях». В 1967 году в коллективном сборнике «Узлёт» вышла подборка стихотворений Г. П. Пашкова. Поэту особенно удаются пейзажные зарисовки белорусской природы, звучит также в творчестве Г. П. Пашкова патриотическая тема.
Г. П. Пашков является автором около двух десятков сборников поэзии, публицистики, книг для детей, переводов.
Перевёл на белорусский язык книгу поэзии русского поэта Юрия Воронова «Мосты памяти» (1991).

### Поэтические сборники
- бел. «Кляновік» («Кленовый сок») (1975)
- бел. «Дыстанцыя небяспекі : лірыка» («Дистанция опасности : лирика») (1979)
- бел. «Гравюры дарог : лірыка» («Гравюры дорог : лирика») (1981)
- бел. «Зямлю слухаю : лірыка» («Слушаю землю : лирика») (1983)
- бел. «Маналог на кастрышчы : кніга вершаў» («Монолог на кострище : книга стихотворений») (1986)
- бел. «Крокі : вершы, паэма» («Шаги : стихотворения, поэма») (1988)
- бел. «Люблю, спадзяюся, жыву : лірыка» («Люблю, надеюсь, живу : лирика») (1990)
- бел. «Журавінавы востраў : кніга паэзіі» («Клюквенный остров : книга поэзии») (1998)
- бел. «Тваім святлом благаславёны : вершы і паэма» («Твоим светом благословенный : стихотворения и поэма») (2006)
- бел. «Маё лета : зборнік» («Моё лето : сборник») (2011)
- бел. «Званы юнацтва : паэзія, проза» («Колокола юности : поэзия, проза») (2012)

### Книги очерков
- бел. «Будзень як свята : нарысы» («Будний день как праздник : очерки») (1977)
- бел. «Палескія вандроўнікі : Лірычна-дакументальны дзённік» («Полесские путешественники : Лирико-документальный дневник») (1998)

### Книги для детей
- бел. «Дзяўчынка з блакітным мячыкам : кніга паэзіі» («Девочка с голубым мячиком : книга поэзии») (1986)
- бел. «Пціч : вершы» («Птич : стихотворения») (1992)
- бел. «Зорнае поле : вершы» («Звёздное поле : стихотворения») (1999)
- бел. «У далонях свету : вершы, паэмы» («В ладонях мира : стихотворения, поэмы») (2011)

### В переводе на русский язык
- Пашков, Г. Красный жаворонок : Стихи / Г. Пашков. — Пер. с бел. И. Бурсова. — Москва : Молодая гвардия, 1977. — 32 с.

## Киносценарий
- «Я зямлю люблю так…» (документальный)

## Награды и звания
- Премии Ленинского комсомола Белорусской ССР (1986) — за поэтические сборники «Красный жаворонок» и «Дыстанцыя небяспекі».
- Государственная премия Республики Беларусь в области искусства и архитектуры (1998)[2].
- Почётная грамота Совета Министров Республики Беларусь (1998) — за большой творческий вклад в развитие белорусской национальной литературы[3].
- Заслуженный деятель культуры Республики Беларусь (2013).